# Нутрихин, Андрей Владимирович
Андре́й Влади́мирович Нутри́хин (20 августа 1973 года, Воркута) — российский лыжник, призёр этапа Кубка мира, участник Олимпийских игр в Нагано. Наиболее удачно выступал на длинных дистанциях.

## Карьера
В Кубке мира Нутрихин дебютировал 10 февраля 1996 года, в марте 2003 года единственный раз в карьере попал в тройку лучших на этапе Кубка мира, в гонке на 50 км. Кроме подиума имеет на своём счету 6 попаданий в десятку лучших на этапах Кубка мира, по 3 в личных и командных гонках. Лучшим достижением Нутрихина в общем итоговом зачёте Кубка мира является 32-е место в сезоне 2002/03. 
На Олимпийских играх 1998 года в Нагано занял 15-е место в гонке на 50 км свободным ходом.
За свою карьеру принимал участие в трёх чемпионатах мира, лучший результат 4-е место в гонке на 50 км свободным стилем на чемпионате мира 2001 года в Лахти.
За выдающиеся спортивные достижения удостоен почётного звания «Мастер спорта России международного класса» по лыжным гонкам.
Завершил спортивную карьеру в 2007 году. В настоящее время является тренером по лыжному спорту.